# Sakura Gakuin 2012 Nendo ~My Generation~
Sakura Gakuin Nendo 2012 ~My Generation~ (さくら学院 2012年度 ～My Generation～) é o terceiro álbum de estúdio lançado pelo grupo idol Japonês Sakura Gakuin. Ele foi lançado no Japão dia 13 de março de 2013.

## Resumo
Este é o último álbum com Suzuka Nakamoto, a segunda líder do grupo (e, atualmente, líder do Babymetal) e único álbum com Mariri Sugimoto (que deixou o grupo para focar na sua carreira de modelo).
Ambas as integrantes deixaram o grupo oito dias após o lançamento do álbum.

## Formação
- Suzuka Nakamoto (中元すず香)
- Marina Horiuchi (堀内まり菜)
- Raura Iida (飯田來麗)
- Nene Sugisaki (杉崎寧々)
- Hinata Sato (佐藤日向)
- Yui Mizuno (水野由結)
- Moa Kikuchi (菊地最愛)
- Rinon Isono (磯野莉音)
- Hana Taguchi (田口華)
- Mariri Sugimoto (杉本愛莉鈴)
- Saki Ooga (大賀咲希)
- Yunano Notsu (野津友那乃)

## Faixas
O álbum contém os singles "Wonderful Journey" e "My Graduation Toss", lançados pelo grupo em 2012 e 2013 respectivamente; e singles de seus subgrupos: "Head Bangya!!" (segundo single do Babymetal) e "Science Girl Silence Boy" (single de estreia do Kagaku Kyumei Kiko Logica?).

### Edição regular
| N.º | Título                                                           | Intérprete                                   | Duração |  |
| 1.  | "Wonderful Journey"                                              | Sakura Gakuin                                | 4:21    |  |
| 2.  | "Sleep Wonder" (スリープワンダー)                                | Sakura Gakuin                                | 4:55    |  |
| 3.  | "Head Bangya!!" (ヘドバンギャー!!)                               | Clube de Música Pesada Babymetal             | 4:02    |  |
| 4.  | "Miracle♪Pattyful♪Hamburguer" (ミラクル♪パティフル♪ハンバーガー) | Clube de Culinária Minipati                  | 4:36    |  |
| 5.  | "Suimin Fusoku" (スイミン不足)                                   | Clube de Volta para Casa sleepiece           | 4:13    |  |
| 6.  | "Scoreboard ni Love ga Aru" (スコアボードにラブがある)           | Clube de Tênis Pastel Wind                   | 4:39    |  |
| 7.  | "Science Girl Silence Boy" (サイエンスガール▽サイレ ンスボーイ)  | Clube de Ciências Kagaku Kyumei Kiko Logica? | 3:37    |  |
| 8.  | "Delta" (デルタ)                                                 | Clube de Ciências Kagaku Kyumei Kiko Logica? | 4:59    |  |
| 9.  | "Sakurairo no Avenue" (桜色のアベニュー)                         | Suzuka Nakamoto                              | 3:59    |  |
| 10. | "My Graduation Toss"                                             | Sakura Gakuin                                | 5:33    |  |
| 11. | "Marshmallow Iro no Kimi to" (マシュマロ色の君と)                | Sakura Gakuin                                | 4:03    |  |
| 12. | "Tabidachi no Hi ni ~J-MIX 2012~" (旅立ちの日に ~J-MIX 2012~)    | Sakura Gakuin                                | 3:45    |  |

### Edições limitadas
CD
Mesmas faixas da Edição Regular.
DVD
| Edição Limitada "Sa" | |         |  |
| N.º                  | Título | Duração |  |
| 1.                   | "My Graduation Toss PV" |         |  |
| 2.                   | "Sakura Gakuin Gakunentsu Test" (さくら学院学年末テスト2012)                                                                              |         |  |
| 3.                   | "Introducing the members: Nene Sugisaki, Saki Ooga / Hinata Sato, Yui Mizuno" (メンバー他己紹介：杉﨑寧々・大賀咲希 / 佐藤日向・水野由結) |         |  |

| Edição Limitada "Ku" | |         |  |
| N.º                  | Título | Duração |  |
| 1.                   | "Song for Smiling PV" |         |  |
| 2.                   | "Suusan e Kansha no Suprise! ~Classmate wa Eienni~" (すぅさんへ感謝のサプライズ！～クラスメイトは永遠に～)                                          |         |  |
| 3.                   | "Introducing the members: Suzuka Nakamoto, Mariri Sugimoto / Raura Iida, Rinon Isono" (メンバー他己紹介：中元すず香・杉本愛莉鈴/飯田來麗・磯野莉音) |         |  |

| Edição Limitada "Ra" | |         |  |
| N.º                  | Título | Duração |  |
| 1.                   | "WONDERFUL JOURNEY PV" |         |  |
| 2.                   | ""Radio de Sou Matome! ~Sakura Gakuin 2012 Nen no Ayumi~" 2012 Nendo no Kichou na Eizoushiryou to Tomo ni Omoide dai Housou!!" (『ラジオで総まとめ！～さくら学院 2012年の歩み ～』2012年度の貴重な映像資料と共に思い出大放送！！) |         |  |
| 3.                   | "Introducing the members: Marina Horiuchi, Moa Kikuchi / Hana Taguchi, Yunano Notsu" (メンバー他己紹介：堀内まり菜・菊地最愛/田口華・野津友那乃)                                                                                  |         |  |

## Desempenho nas paradas musicais
| Parada (2013)                            | Melhor posição |
| ---------------------------------------- | -------------- |
| Japão (Oricon Weekly Albums Chart)       | 39             |
| Japão (Billboard Japan Top Albums Sales) | 32             |